# Włatko Łozanoski
Włatko Łozanoski, znany także jako Łozano (mac. Влатко Лозаноски - Лозано) (ur. 27 czerwca 1985 w Kiczewie) – macedoński piosenkarz.

## Kariera muzyczna
Od września 2007 do maja 2008 brał udział w macedońskim talent show Mak dzwezdi. Miesiąc później zdobył Grand Prix na pierwszym Macedońskim Radio Festiwalu o nazwie Dzwezdena noḱ (mac. Ѕвездена Ноќ). Zaśpiewał piosenkę „Wrati Me”, która była również jego pierwszym oficjalnym singlem. Jego drugi singel nazywał się „Obiczen bez tebe”.

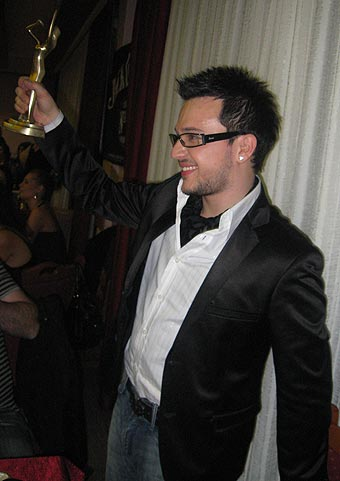
Włatko Łozanoski, 2008

W październiku 2008 zdobył nagrodę od jury za najlepszy debiut na festiwalu Makfest, gdzie zaprezentował swój trzeci singel „Wremeto da zastane”. Dwa dni później, zdobył Grand Prix festiwalu. Jego następnym singlem był utwór „Sonce ne me gree”.
W lutym 2009 brał udział w macedońskich eliminacjach do 54. Konkursu Piosenki Eurowizji z utworem „Blisku do mene” i ostatecznie zajął czwarte miejsce w finale. W czerwcu uczestniczył w festiwalu Pjesma mediterana w mieście Budva w Czarnogórze. W lipcu wziął udział w festiwalu Słowiański Bazar w Witebsku, gdzie zdobył drugie miejsce. W tym samym roku zdobył drugie miejsce na festiwalu Golden Wings w Mołdawii za wykonanie piosenki „I'm Your Angel” w duecie z Magdałeną Cwetkoską. Otrzymał także festiwalową nagrodę w kategorii Najlepszy wokalista.
Na początku 2010 roku wydał swój debiutancki album studyjny zatytułowany Łozano. W lutym wziął udział w krajowych eliminacjach eurowizyjnych z utworem „Łetam kon tebe” i ostatecznie dotarł do finału, w którym zajął czwarte miejsce. W czerwcu 2012 wydał drugi album studyjny zatytułowany Preko sedam morińa.
28 grudnia 2012 macedoński nadawca MRT ogłosił, że wraz z Esmą Redżepową będzie reprezentował Macedonię w 58. Konkursie Piosenki Eurowizji, organizowanym w Malmö. 27 lutego 2013 w studiu telewizji macedońskiej MRT odbyła się oficjalna premiera konkursowej propozycji duetu – „Imperija”, która kilka dni po wydaniiu została wycofana z konkursu ze względu na negatywne komentarze w kraju, które zarzucały kompozytorom słaby refren i zbyt prosty tekst. 15 marca duet zaprezentował nowy, anglo- i romskojęzyczny utwór konkursowy – „Pred da se razdeni”, będący mieszanką popu i brzmień muzyki cygańskiej. 16 maja duet wystąpił w drugim półfinale Konkursu Piosenki Eurowizji i zajął szesnaste miejsce z 28 punktami na koncie, przez co nie zakwalifikował się do finału.

## Dyskografia

### Albumy studyjne
- Łozano (2010)
- Preko sedam mora (2012)

## Nagrody i nominacje
- Dzwezdena Noḱ  Radiski Festiwał, Ochryda, Macedonia (2008) – Wygrana
- Makfest, Stip, Macedonia (2008) – wygrana i nagroda w kategorii Najlepszy debiut
- Skopski Festiwał – macedońskie preselekcje do Konkursu Eurowizji (2009) – 4. miejsce
- Pjesma Mediterana, Budva, Czarnogóra (2009)
- Słowiański Bazar,  Witebsk, Białoruś (2009) – 2. miejsce
- Golden Wings, Kiszyniów, Mołdawia (2009) – 2. miejsce i nagroda w kategorii Najlepszy wokalista
- Mars Radiski Festiwał, Skopje, Macedonia (2009)
- Skopski Festiwał – macedońskie preselekcje do Konkursu Eurowizji (2010) – 4. miejsce
- Pisni moria, Sewastopol, Ukraina (2010) – 4. miejsce